# Jakob Mavec
Jakob Mavec, slovenski duhovnik, * 18. december 1913, Ig, † 1945.

## Življenje
Po končani gimnaziji je vstopil v ljubljansko bogoslovje. 17. decembra 1938 je v Ljubljani prejel mašniško posvečenje. Nastopil je v službo kaplana v Dolenjskih toplicah. V odboru za elektrifikacijo Gornjih Sušic je bil tajnik in blagajnik. Po italijanski okupaciji in revoluciji se je leta 1943 posvetil duhovniškemu delu kot vojaški kurat. Lojze Žabkar omenja, da je prišel 18. junija na obisk v Črnomelj, nato naj bi v Beli krajini obiskal legiste 20. julija 1943. Bil je med domobranci, ki so se zatekli na grad Turjak po kapitulaciji Italije, in ki so ga partizani s pomočjo italijanskega topničarstva osvojili. Tam ga niso umorili, pač pa je bil z ostalimi zajet in odpeljan v Kočevje. Na kočevskih procesih je bilo usmrčenih sedemnajst ljudi, Jakob Mavec pa je bil obstojen na prisilno delo. Sodili so mu kot "kaplanu, aktivnemu jugoslovanskemu vojnemu kurato" in mu očitali "organizacijo hujskaške pobožnosti prvih petkov in sobot". Bil je konfiniran skupaj z ljubljanskimi bogoslovci v cistercijanskem samostanu v Stični, od koder je bil po nemškem napadu na partizane rešen v Ljubljano. Maja 1945 se je z ostalimi domobranci umaknil na Koroško in bil nato med vrnjenimi ob angleški izdaji pri Pliberku. Nekaj časa je bil v koncentracijskem taborišču Teharje in skrivaj spovedoval sojetnike. Ko so odkrili, da je duhovnik, so ga iz taborišča odpeljali proti Dolenjski in ga nekje sredi junija 1945 umorili.